# Iglesia de San Bernardo (Gibraltar)
La Iglesia de San Bernardo (en inglés: St. Bernard's Church) es una de las seis iglesias católicas en Gibraltar.
Situada en el camino de Europa en el extremo sur de la Roca, es una iglesia parroquial de la diócesis de Gibraltar.
La iglesia tiene vistas de Áfricas incluyendo Jebel Musa en el otro lado del Estrecho de Gibraltar. San Bernardo es uno de los dos santos patronos de Gibraltar y esta iglesia comparte el nombre con el hospital local.